# Jaktorów
Jaktorów ist ein Dorf sowie Sitz der gleichnamigen Landgemeinde im Powiat Grodziski der Woiwodschaft Masowien, Polen. Es liegt 37 km südwestlich von Warschau im östlichen Mittelpolen.

## Gemeinde
Zur Landgemeinde Jaktorów gehören 12 Dörfer mit 14 Schulzenämtern.

## Geschichte
In der Umgebung von Jaktorów lebten vor ihrer Ausrottung die letzten Auerochsen überhaupt, der letzte, eine Kuh, starb hier 1627. Zuvor waren diese Auerochsen geschützt worden, doch vergeblich. Bis heute erinnert ein Gedenkstein in Jaktorów an den letzten Auerochsen.